# Peridontopyge minuta
Peridontopyge minuta är en mångfotingart som beskrevs av Demange 1972. Peridontopyge minuta ingår i släktet Peridontopyge och familjen Odontopygidae. Inga underarter finns listade i Catalogue of Life.